# Ablabesmyia dusoleili
Ablabesmyia dusoleili är en tvåvingeart som beskrevs av Maurice Emile Marie Goetghebuer 1935. Ablabesmyia dusoleili ingår i släktet Ablabesmyia och familjen fjädermyggor. Inga underarter finns listade i Catalogue of Life.